# سرودخوان چوکو
سرودخوان چوکو(نام علمی: Vireo masteri) نام یک گونه از سرده سرودخوان است.